# جيامبيرو أرتيجيني
جيامبيرو أرتيجيني (بالإيطالية: Giampiero Artegiani)‏‏ (14 مايو 1955 في روما - 4 فبراير 2019 في روما) مغن مؤلف، وشاعر غنائي من إيطاليا.

## روابط خارجية
- جيامبيرو أرتيجيني على موقع IMDb (الإنجليزية)
- جيامبيرو أرتيجيني على موقع ميوزك برينز (الإنجليزية)
- جيامبيرو أرتيجيني على موقع أول ميوزيك (الإنجليزية)
- جيامبيرو أرتيجيني على موقع ديسكوغز (الإنجليزية)